# Womyn (rejon kortkieroski)
Womyn (ros. Вомын) – wieś (sieło) w Rosji, w Republice Komi, w rejonie kortkieroskim. W 2010 liczyła 318 mieszkańców.